# Luis Hurtado (futbolista panameño)
Luis Antonio Hurtado (Ciudad de Panamá, Panamá, 7 de septiembre de 1992) es un futbolista panameño. Juega como delantero.

## Clubes
| Club                   | País   | Año         |
| ---------------------- | ------ | ----------- |
| CD Plaza Amador        | Panamá | 2012 - 2014 |
| Sporting San Miguelito | Panamá | 2014 - 2016 |
| CD Plaza Amador        | Panamá | 2017        |
| Chorrillo FC           | Panamá | 2017 - 2018 |
| Costa del Este FC      | Panamá | 2018 - 2020 |
| CD Plaza Amador        | Panamá | 2021        |
| San Francisco FC       | Panamá | 2021 - act. |

## Palmarés

### Títulos nacionales
| Título           | Club              | País   | Año     |
| ---------------- | ----------------- | ------ | ------- |
| Primera División | Chorrillo FC      | Panamá | 2017-A  |
| Torneo de Copa   | Costa del Este FC | Panamá | 2018-19 |